# Shehab El-Din Ahmed
Pour les articles homonymes, voir El-Din.
Shehab El-Din Ahmed (Arabe: شهاب الدين أحمد), est un footballeur égyptien né le 22 août 1990. Il évolue au poste de milieu de terrain pour le club égyptien de Petrojet FC.

## Biographie
Shehab Ahmed participe aux Jeux olympiques d'été de 2012 avec l'Égypte.

## Palmarès
Shehab El-Din Ahmed est vainqueur de la Ligue des champions de la CAF en 2012 et 2013 avec Al Ahly SC. Il remporte également avec cette équipe le titre de champion d'Égypte en 2009, 2010 et 2011.